# Nordijska kozmologija
Nordijska kozmologija je opis vesolja in njegovih zakonov s strani starodavnih severnogermanskih ljudstev. Tema zajema koncepte iz nordijske mitologije, kot so pojmi časa in prostora, kozmogonije, poosebljenja, antropogenije in eshatologije. Tako kot drugi vidiki nordijske mitologije so tudi ti koncepti zapisani predvsem v Poetični Eddi, zbirki pesmi iz 13. stoletja, in Prozni Eddi, ki jo je v 13. stoletju napisal islandski pesnik in zgodovinar Snorri Sturluson, ki je vsebino črpal iz zgodnejših tradicionalnih virov. Vsi ti viri skupaj prikazujejo podobo devetih svetov okoli kozmičnega drevesa imenovanega Yggdrasil.

## Čas in prostor
Koncepta časa in prostora igrata pomembno vlogo pri predstavitvi nordijske kozmologije v korpusu staronordijskih besedil. Čeprav si dogodki v norveški mitologiji sledijo linearno, različni raziskovalci starogermanske kulture opozarjajo, da bi lahko staronordijska besedila namigovala ali neposredno opisovala temeljno verovanje v ciklični čas. Po besedah filologa Johna Lindowa bi se lahko »kozmos večkrat oblikoval in preoblikoval zaradi naraščajočega morja«.

## Kozmogonija
Nanašajoč se na različne druge eddske pesmi, prvi del Prozne Edde z naslovom Gylfaginning opisuje razvoj in nastanek vesolja: Dolgo pred nastankom Zemlje, je obstajalo svetlo in goreče mesto, imenovano Muspell—tako vroč kraj, da tujci vanj niso mogli vstopiti—in meglena dežela Niflheim. V Niflheimu je bil izvir Hvergelmir, iz katerega so tekle številne reke. Te reke, znane pod imenom Élivágar, so skupaj tekle vse dlje od svojega izvira. Sčasoma se je strupena snov v toku začela strjevati in se spremenila v led. Ko je tok popolnoma zmrznil, se je iz ledu dvignila strupena para, ki se je na vrhu trdne reke strdila v ivje. Te debele ledene plasti so se sčasoma večale in se razširile po vsej praznini Ginnungagapa.
Severni del Ginunngagapa se je še naprej polnil s težo naraščajoče snovi in spremljajočimi hlapi, južni del pa je zaradi bližine Muspellovih isker in plamenov ostal prazen. Med Niflheimom in Muspellom, ledom in ognjem, je bilo mirno mesto, »blago kot brezvetrno nebo«. Ko sta se ivje in sopihajoča vročina srečala, se je tekočina stopila in začela kapljati, iz te zmesi pa je nastalo prvobitno bitje Ymir, prednik vseh jötnar. Ymir se je med spanjem znojil. Iz njegove leve roke sta zrasla moški in ženski jötunn, »in ena od njegovih nog je rodila sina z drugo«, in tudi te okončine so rodile otroke.
Ymir se je hranil z rekami mleka, ki so tekle iz seskov prvobitne krave Auðumble. Auðumbla se je hranila s soljo, ki jo je lizala z ivnatih kamnov. V treh dneh je iz ivja izlizala lepega in močnega moškega, Búrija. Búrijev sin Borr se je poročil z jötunn po imenu Bestla in imela sta tri sinove: bogove Odina, Vilija in Véja. Sinovi so skupaj ubili Ymirja, Ymirjeva kri pa se je razlila po deželi in povzročila velike poplave, v katerih so umrli vsi jötnar razen dveh (Bergelmir in njegova neimenovana žena, ki sta plula po poplavljeni pokrajini).
Odin, Vili in Vé so Ymirjevo truplo odnesli v središče Ginunngagapa in ga tam razrezali. Iz Ymirjevega mesa so naredili zemljo; iz njegovih kosti skale; iz njegove krvi morje, jezera in oceane; iz njegovih kočnikov, zob in preostalih delov kosti pa melišče in kamenje. Zemljo so obkrožili z morjem in oblikovali krog. Iz Ymirjeve lobanje so naredili nebo, ki so ga postavili nad zemljo v štirih točkah, vsakega od katerih je držal škrat (Norðri, Suðri, Austri in Vestri—staronordijski 'sever, jug, vzhod in zahod').
Ko so oblikovali kupolo Zemlje, so bratje Odin, Vili in Vé vzeli iskre svetlobe iz Muspella in jih razporedili okoli Zemlje, tako zgoraj kot spodaj. Nekatere so ostale nepremične, druge pa so se gibale po nebu po vnaprej določenih poteh. Trio je poskrbel za zemljo ob morju namenjeno jötnar, da pa bi zadržala njihovo sovražnost je trojica z Ymirjevimi trepalnicami zgradila utrdbo okoli središča kopnega. To utrdbo so poimenovali Miðgarðr (staronordijsko »osrednja ograda«). Nazadnje so iz Ymirjevih možganov ustvarili oblake.
Ko so se bratje sprehajali ob obali, so odkrili dve drevesi in iz njiju oblikovali človeka. Odin jima je dal duha in življenje, Vili pamet in čustva, Vé pa obliko, govor, sluh in vid. Dali so jima oblačila in imeni: moškemu so rekli Askr, ženski pa Embla. To sta bili prednika človeštva, ki sta živela v Midgardu, bratje pa so si sredi sveta ustvarila mesto Asgard, kjer so od tedaj naprej živeli bogovi.

## Poosebitve
V nordijski mitologiji so poosebitve astronomskih teles, časa in vodnih teles zelo pogoste. Sonce je poosebljeno kot boginja Sól (staronordijsko »sonce«), luna je poosebljena kot moška oseba Máni (staronordijsko »luna«) in tudi Zemlja je poosebljena kot Jörð (staronordijsko »zemlja«). Noč je poosebljena kot ženska jötunn Nótt (staronordijsko »noč«); dan je poosebljen kot Dagr (staronordijsko »dan«); Dagrov oče, bog Dellingr (staronordijsko »sijoč«), pa je lahko na nek način poosebljen kot zora. Vodna telesa so prav tako pogosto poosebljena, na primer boginja Rán, njen jötunn mož Ægir in njuni otroci, valovnice, devet hčera Ægirja in Rán.

## Yggdrasil
Yggdrasil je drevo, ki je osrednjega pomena za nordijsko pojmovanje kozmosa. Veje drevesa segajo v različne svetove, na njem in okoli njega pa živijo različna bitja. Bogovi se vsak dan odpravijo k njemu, kjer se zberejo na svojih tradicionalnih zborovanjih. Veje Yggdrasila segajo daleč v nebo, drevo pa podpirajo tri korenine, ki segajo daleč v druge svetove: ena do vodnjaka Urðarbrunnr v nebesih, druga do izvira Hvergelmir in tretja do vodnjaka Mímisbrunnr. V Yggdrasilu živijo bitja, kot so zmaj Níðhöggr, neimenovani orel ter jeleni Dáinn, Dvalinn, Duneyrr in Duraþrór.

## Devet svetov
Staronordijska besedila omenjajo obstoj Níu Heimar, kar raziskovalci prevajajo kot »devet svetov«. Po drugi kitici pesmi Völuspá (Bajanje vidke) iz Poetične Edde devet svetov obdaja drevo Yggdrasil. Kot se spominja mrtva vidka v pesmi:
| Spomnim se orjakov sivih davnin, zdavnaj nekoč so skrbeli zame, spomnim se devetih domov, devetih lesov, skritih pod zemljo: silni Jésen svetá. prevod B. Gjuda in S. Košaka(str.7) |

Devet svetov je v Poetični Eddi drugič in zadnjič omenjenih v 43. kitici pesmi Vafþrúðnismál (Pesem o Vafthrudnirju), kjer se modri jötunn Vafþrúðnir v spopadu modrosti spopade s preoblečenim bogom Odinom:
| Vafthruthnir: O Jotun in vseh skrivnostih azov lahko gotovo govorim, saj sem potoval skozi vse svetove, devet kraljestev sem obiskal, vse do Nilfheima; tam potujejo junaki v Hel. prirejeno po nemškem prevodu Karla J. Simrocka |

Devet svetov je v Prozni Eddi omenjenih le enkrat, in sicer v 34. razdelku Gylfaginninga. V tem poglavju je opisano, kako je Odin vrgel Lokijevo hčer Hel v podzemlje in ji podelil oblast nad vsemi devetimi svetovi:
Hel pa je vrgel navzdol v Niflheim in ji dal oblast nad devetimi svetovi, da bi dodelila bivališča tistim, ki bi bili poslani k nje: takšnim, ki so umrli zaradi starosti in bolezni.— Prirejeno po nemškem prevodu Karla Josepha Simrocka, Die Edda, povezava
Staronordijski korpus jasno ne navaja devetih svetov, če jih sploh omenja. Vendar pa so nekateri znanstveniki predlagali njihovo identifikacijo. Henry Adams Bellows (1923) na primer pravi, da devet svetov sestavljajo Ásgarðr, Vanaheimr, Álfheimr, Miðgarðr, Jötunheimr, Múspellsheimr, Svartálfaheimr, Niflheimr (včasih Hel) in morda Niðavellir. Nekatere izdaje prevodov Poetične in Prozne Edde vsebujejo ilustracije devetih svetov, za katere avtor ali umetnik domneva, da obstajajo na podlagi zgornjega verza Völuspe.

## Antropogenija
Ask in Embla—moški in ženska—sta bila prva dva človeka, ki so ju bogovi ustvarili iz naplavljenega lesa, na katerega so naleteli na obali. Bogovi, ki ju tvorijo, se glede na vir razlikujejo: v pesmi Völuspá iz Poetične Edde so to Hœnir, Lóðurr in Odin, v Prozni Eddi pa so to Odin, Vili in Vé.

## Eshatologija
Ragnarök je niz prihodnjih dogodkov, vključno z veliko bitko, ki naj bi na koncu povzročil smrt številnih pomembnih osebnosti (vključno z različnimi božanstvi), pojav različnih naravnih nesreč in posledično potopitev sveta v vodo. Nato bo svet ponovno oživel in postal rodoviten, preživeli in vračajoči se bogovi se bodo srečali, človeštvo pa bosta ponovno naselila Líf in Lífþrasir, ki bosta izšla iz Yggdrasila.